# Consoles +
Consoles + est un magazine mensuel français consacré aux jeux vidéo, édité par les Éditions Mondiales, puis EM-Images (filiale des Éditions Mondiales et du groupe EMAP), puis EMAP Alpha, puis EMAP France, puis Future France, puis Yellow Media et enfin M.E.R.7 de juillet 1991 à décembre 2012.

## Historique
À l'origine, Consoles + est l'adaptation française du magazine britannique Mean Machines, « petit frère » de Computer & Video Games. Son no 0, avec Sonic the Hedgehog en couverture, est paru en juillet 1991, sous la forme d'un hors-série du magazine Tilt. Le no 1 paraît le 4 septembre 1991.
Le premier rédacteur en chef est Jean-Michel Blottière. Alain Huyghues-Lacour, dit AHL, lui succède en 1994 après avoir quitté le magazine Joypad et tient le poste durant 10 ans.
À partir de 2011, le magazine connaît de grosses difficultés avec une évaporation constante et progressive de son lectorat. En 2012, le nombre d'abonnés au magazine tombe sous les 2 000 lecteurs et les ventes totales sont inférieures à 6 000 exemplaires par numéro, bien en dessous du seuil de rentabilité.
Le 8 novembre 2012, l'éditeur M.E.R.7 est placé en liquidation judiciaire. Un mois plus tard, les cessations de paiement se multiplient, autant pour les membres de la rédaction que pour les fournisseurs, voire l’imprimeur. Le numéro de décembre consacré à la Wii U sonne le glas de Consoles +.
Quelques anciens collaborateurs du magazine travaillent encore dans la presse vidéo-ludique. Plusieurs d'entre eux, accompagnés d'Alain Huyghues-Lacour, font partie de l’équipe de lancement de Gameblog — site lancé deux ans après le rachat par Future. Certains ont rejoint d'autres magazines comme Jeux vidéo Magazine ou Video Gamer, d'autres la chaîne de télévision Nolife. La marque Consoles +, quant à elle, a été rachetée par l’ancien éditeur de Gamekyo, sans pour autant y associer un projet spécifique.

## Anciens journalistes et rédacteurs
- Julian/Jaz - Julian Rigall (UK)
- Rich/Richard - Richard Leadbetter (UK)
- Rad/Radion Automatic - Edward Lawrence     (UK)
- Matt - Matthew Regan (UK)
- AHL - Alain Huyghues-Lacour
- Spy - Richard Homsy
- Gia - Gia To
- Axel/Navarro - Laurent Defrance
- Niiico/Bomboy - Nicolas Gavet
- Max - Olivier Hautefeuille
- Kago - Christophe Kagotani
- Elvira - Véronique Boissarie
- Banana San/Kaneda Kun - François Hermellin
- Supereff - David Téné
- Robby - Robert Barbe
- Marc - Marc Menier
- Jean Michel Maman
- JMB - Jean-Michel Blottière
- El Nionio/Jimmy H/Spirit - Jacques Harbonn
- Wieklen le grand (pour un nain) - Jean-Loup Jovanovic
- Douglas Alves
- Eric Ramaroson
- Switch - Maxime Roure
- Homer/Ze Killer - Marc "Marcus" Lacombe
- Le Panda - François Garnier
- Sam - Sami Souibgui
- Zano - Julien Frainaud
- MWB - Tchi Southivong & Benjamin  Raynaud
- Doguy/Dogue de Mauve - Guillaume Le Pennec